# Alexandra d'Anhalt
Titre
Épouse du prétendant aux trônes de Schwarzbourg-Rudolstadt et de Schwarzbourg-Sondershausen
16 avril 1925 – 24 mars 1926
(11 mois et 8 jours)
La princesse Alexandra Thérèse Marie d'Anhalt (4 avril 1868 - 26 août 1958) est une princesse d'Anhalt et membre de la Maison d'Ascanie par la naissance. Mariée à Sizzo de Schwarzbourg, elle est une princesse de Schwarzbourg par le mariage.

## Jeunesse
La princesse Alexandra est née le 4 avril 1868 à Dessau et est la plus jeune enfant de Frédéric Ier d'Anhalt et de la princesse Antoinette de Saxe-Altenbourg.

## Mariage
À la fin des années 1880, les fausses rumeurs de fiançailles entre le prince Albert Victor de Clarence et la princesse Alexandra émergent alors qu'en fait, le couple ne s'est jamais rencontré.
À Dessau, le 25 janvier 1897 la princesse Alexandra épouse le prince Sizzo de Schwarzbourg. Ils ont trois enfants :
- Marie-Antoinette de Schwarzbourg (1898-1984); mariée à Frédéric Magnus V, comte de Solms-Wildenfels.
- Irène de Schwarzbourg (1899-1939)
- Frédéric-Günther de Schwarzbourg (1901-1971); marié à la princesse Sophie de Saxe-Weimar-Eisenach (en); le mariage s'est terminé par un divorce, sans descendance.

Après leur mariage, le couple vit à Großharthau.